# Řád hvězdy Mahaputera
Řád hvězdy Mahaputera (indonésky: Bintang Mahaputra) je státní vyznamenání Indonéské republiky založené roku 1959.

## Historie a pravidla udílení
Řád byl založen roku 1959 v souladu s článkem 15 indonéské ústavy a zákona č. 5 s cílem ocenit občany Indonésie, kteří se významně zasloužili o pokrok a zvyšování blahobytu a prosperity národa a státu. Udílen je také za úspěchy v oblasti sociální, politické, hospodářské, právní, kulturní, vědecké či technologické či za zásluhy v mezinárodním měřítku. V roce 1972 byl pozměněn status řádu.

## Insignie
Řádový odznak má tvar stříbrné deseticípé hvězdy. Jednotlivé cípy jsou zdobené diamantovými fazetami. Tyto cípy pravidelně střídají cípy zdobené zlacenými hroty a zakončené kuličkami. Uprostřed je červeně smaltovaný kulatý medailon s pozlacenou deseticípou hvězdou nesoucí nápis MAHAPUTERA. Medailon je lemován pozlaceným věncem.
Řádová hvězda se podobá odznaku, je však větší.
Stuha je červená se žlutými proužky, jejichž umístění se liší v závislosti na třídě řádu. Ve všech případech jsou širší žluté proužky při obou okrajích stuhy. Dále jsou v případě I. třídy dva úzké proužky uprostřed a úzké proužky v blízkosti širších pruhů při okrajích. V případě II. třídy jsou proužky umístěny podobně, pouze uprostřed je proužek pouze jeden, který u III. třídy chybí. V případě IV. třídy je jeden úzký středový proužek, nejsou však přítomny úzké proužky při okrajích. U stuhy V. třídy jsou pouze širší žluté pruhy při okrajích.

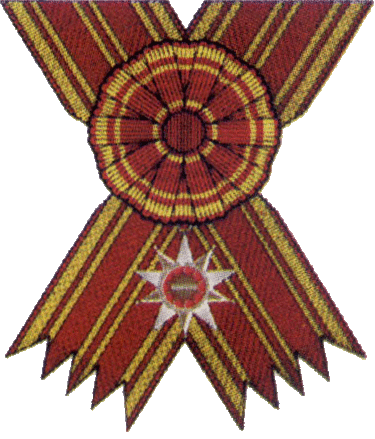
Adipurna
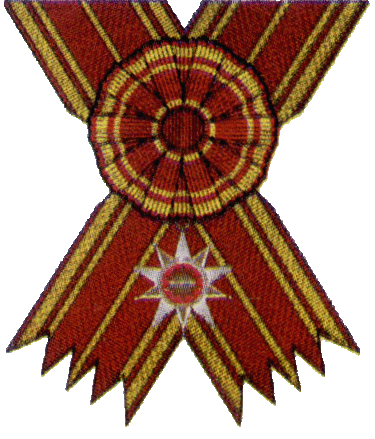
Adipradana
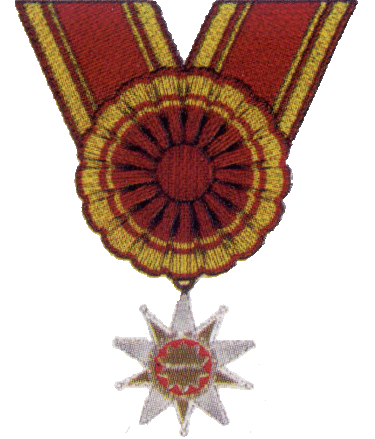
Utama
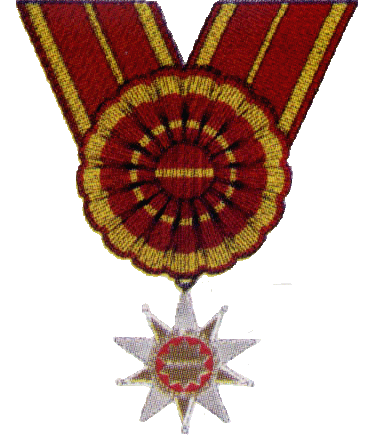
Pratama
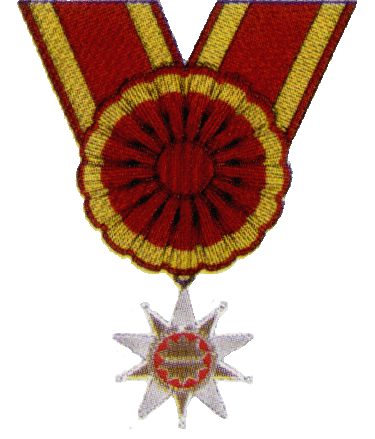
Nararya

## Třídy
Řád je udílen v pěti třídách:
- I. třída (Bintang  Mahaputra Adipurna) – Řádový odznak se nosí na široké stuze spadající z ramene na protilehlý bok. Řádová hvězda se nosí nalevo na hrudi.
- II. třída (Bintang  Mahaputra Adipradana) – Řádový odznak se nosí na široké stuze spadající z ramene na protilehlý bok. Řádová hvězda se nosí nalevo na hrudi.
- III. třída (Bintang  Mahaputra Utama) – Řádový odznak se nosí na stuze na krku. Řádová hvězda této třídě již nenáleží.
- IV. třída (Bintang  Mahaputra Pratama) – Řádový odznak se nosí na stuze na krku.
- V. třída (Bintang  Mahaputra Nararya) – Řádový odznak se nosí na stuze na krku.

Adipurna
Adipradana
Utama
Pratama
Nararya